# Aline Silva dos Santos
Aline Silva dos Santos, née le 17 août 1981 à Rio de Janeiro, est une handballeuse internationale brésilienne, qui évolue au poste d'arrière gauche.

## Biographie
Après avoir notamment évolué au CB Amadeo Tortajada en Espagne, elle rejoint en 2011 Le Havre AC Handball, où elle avait déjà évolué de 2006 à 2008, terminant deux fois meilleure marqueuse du championnat.
En 2012, elle signe en 2e division à Cergy-Pontoise.

## Palmarès

### En club
- Vainqueur de la coupe Challenge en 2012 avec Le Havre AC Handball
- Vainqueur de la coupe de France en 2007 avec Le Havre AC Handball

### Équipe nationale
- Participation aux jeux olympiques de 2004 et 2008 [4]